# DJ Jazzy Jeff & The Fresh Prince
DJ Jazzy Jeff & The Fresh Prince fue un grupo de hip-hop estadounidense que consiguió una gran popularidad en las décadas de 1980 y 1990. El vocalista, Will Smith (The Fresh Prince), conoció a Jeff Townes mientras intentaba hacerse un nombre por sí mismo en la escena local del hip hop del Oeste de Philadelphia. Después de unir sus fuerzas con Clarence Holmes, alias Ready Rock C, el grupo se convirtió en una celebridad local. Holmes abandonó el grupo en 1990 y les demandó en 1999.
Recibieron el primer Grammy rap de la historia en 1989 por "Parents Just Don't Understand". Los dos siguen siendo amigos y afirman que nunca se van a separar, aunque Smith haya hecho canciones como solista.

## Historia

### Los primeros años (1985-1987)
Jeff Townes y Will Smith fueron presentados por casualidad en 1985. Una noche, Townes estaba actuando en una fiesta en una casa sólo dos puertas más abajo de donde vivía Smith y faltaba su cantante. Smith decidió unirse a él y ambos sintieron una fuerte química, tanto que Townes se enfadó cuando finalmente apareció su cantante en la fiesta.
Poco después, los dos decidieron unir sus fuerzas. Smith reclutó a un amigo como beatboxer del grupo, Clarence Holmes (Ready Rock C), formando un trío. Word Up Records de Filadelfia lanzó al mercado su primer sencillo entre finales de 1985 y 1986, cuando el A&R Paul Oakenfold los presentó a Word Up con su single "Girls Ain't Nothing but Trouble", una historia de desventuras con el sexo opuesto. La canción mostraba el tema de la canción "I Dream of Jeannie". Smith se hizo famoso por contar historias divertidas en sus raps y por ser capaz, aunque sin irreverencia, de "luchar" con sus rimas. Su single se convirtió en un éxito un mes antes de que Smith se graduara en la escuela secundaria. Townes era conocido por sus acrobacias en la mesa de mezclas y muchos le atribuyen la invención de un estilo de scratching conocido como transforming.
Debido a este éxito, el dúo llamó la atención de Jive Records y Russell Simmons. El primer álbum del dúo, Rock the House, que fue lanzado por primera vez por Word Up en 1986, debutó en Jive en marzo de 1987 y se vendieron alrededor de 300.000 unidades. Ese mismo año, la banda realiza su primera gran gira con Run DMC, Public Enemy, y otros.

### Él es el DJ, yo soy el rapero (1988)
Su siguiente álbum de 1988, He's the DJ, I'm the Rapper (Él es el DJ, yo soy el rapero) los convirtió estrellas multi-platino. Grabado en su mayoría en el Reino Unido, este álbum fue el primer LP doble en vinilo lanzado al mercado (también publicado como un sencillo en casete y CD). Parents Just Don't Understand, el single de presentación, les dio un nombre conocido en la MTV. "Parents Just Don't Understand" también obtuvo el honor de conseguir el primer Grammy para una canción de hip hop/rap, lo que provocó una mezcla de sentimientos. Sin embargo, el single fue un éxito y lanzó al grupo a lo más alto del estrellato.
El video mostraba las desventuras del Príncipe al tratar de saltarse las estrictas normas de sus padres de un modo muy cómico, muy parecido a su primer single "Girls Ain't Nothing but Trouble". Consiguió muchos puntos en las listas de radiodifusión de canales televisivos como la MTV, que prestaban mucha atención al grupo. La canción apareció en el primer episodio de El príncipe de Bel-Air, y se hace referencia a ella varias veces. El vídeo no cuenta con el beatboxer Ready Rock C.
En otro single, Nightmare on My Street, que coincidió con el lanzamiento de la cuarta película de Nightmare on Elm Street film (Pesadilla en Elm Street) (A Nightmare on Elm Street 4: The Dream Master de 1988) se muestra un enfrentamiento ficticio con el malo Freddy Krueger, algo que no gustó a New Line Cinema. Se ocultó un video que supuestamente se había grabado para el single y rápidamente se incluyó una cláusula de exención de responsabilidad en el álbum para indicar que la grabación no era oficial de ninguna de las películas Nightmare (irónicamente, Jive Records terminó presentando la banda sonora de su siguiente película en la serie, The Dream Child). Los sencillos de presentación de Rock the House y "Girls Ain't Nothing but Trouble" se volvieron a publicar y se cambiaron un poco con respecto a los originales en 1985, haciendo referencia a los sencillos "Nightmare on My Street" y "Parents Just Don't Understand":
Jeff: Man, first your parents just don't understand.
Will: Word, I know, man.
Jeff: Then you have these crazy nightmares.
Will: Why Me? Why Me?
El último single fue "Brand New Funk", que incluía una canción y citas de James Brown; sin embargo, es Rock C quien aparece diciendo get down en la canción. En la canción, el Príncipe explica cómo Jeff ha traído en una cinta una canción muy fresca que no puede ayudar más que al rap, y cómo reaccionan los aficionados frente a esto. La canción fue bien recibida por muchos fanes del hip hop, debido a su sonido funk, a sus giros líricos y al hecho de que se mostraban más de las habilidades de Jazzy Jeff. El video se rodó en blanco y negro, mostraba clips de un concierto en vivo y actuaron dos Damn Hype Dancing. Este es el único vídeo musical en el que aparece el tercer miembro del grupo, Ready Rock C (es posible que apareciese en el video de "Nightmare on My Street", pero supuestamente lo eliminaron).

### Y en este rincón ..., televisión y paréntesis (1989-1990)
1989 vio el lanzamiento de And in This Corner..., el tercer LP del grupo. Si bien las ventas fueron un éxito, alcanzando el oro, la popularidad del trío fue decayendo. A medida que su audiencia inicial consideró que se habían vuelto demasiado accesibles, el cruce de insultos en varias actuaciones de rap iba pasando. Otras actuaciones de rap sin cruces de insultos como las de Big Daddy Kane y Boogie Up Productions tuvieron más seguidores en la calle y, mientras que las radios pop cogían nuevas caras como Tone Loc y Young MC, los seguidores se interesaban más por actuaciones hardcore como las de Ice-T, N.W.A.  y 2 Live Crew.
El single "I Think I Can Beat Mike Tyson", con el que Will dijo literalmete que podía golpear a Mike Tyson en un combate de boxeo, fue en la misma línea que el resto de sus singles anteriores. Jazzy Jeff aparece entrenando al Príncipe para llevar a cabo esta tarea, después el Príncipe pierde y luego Jeff afirma que él habría sido capaz de hacerlo. James Avery y Alfonso Ribeiro (co-estrellas de El príncipe de Bel-Air) aparecen como Don King y un miembro de la pandilla de luchadores, respectivamente.
El siguiente single fue Jazzy's Groove, donde aparece un sample de Nautilus de Bob James en el coro y en el puente. La canción muestra mucho más de Jazzy Jeff, como en Brand New Funky da una "lección de matemáticas", haciendo sonidos de clips que van sumando 1+1, 2+1 y 2+2.
Debido a una auto-admitida actitud derrochadora, Smith consideró que no tenía nada que perder cuando un productor de la NBC y Quincy Jones le plantearon la idea de hacer una comedia, en la que Townes apareciese como un personaje recurrente, llamado "Jazz". El Príncipe de Bel-Air reforzó su perfil y su libro de bolsillo. Smith se llevó casi 2,8 millones de dólares, sin pagar el IRS por impuestos. Poco después del lanzamiento de "And in This Corner...", Smith fue condenado por el IRS a pagar todo lo que debía. Durante las tres primeras temporadas de El Príncipe de Bel-Air, Smith tuvo que pagar un 70% de su sueldo al IRS.
Ready Rock C dejó el grupo en 1990 debido a diferencias creativas. Smith dijo que ser beatboxer en esa época del hip hop estaba "pasado" [cita necesaria]. Más tarde, Holmes demandó al dúo en 1999.

### Homebase (1991-1992)
Teniendo aún algo de dinero extra por protagonizar la exitosa comedia, el dúo saca a escena un álbum de vuelta en 1991, Homebase. Este álbum de platino presenta un sonido más maduro, con Smith rapeando con una voz más consistente y grave y cambiando su sonido para adaptarse a la era actual del hip-hop. Homebase presentó el single "Summertime", que añadió la letra rapera a la canción instrumental "Summer Madness" de Kool & The Gang y se convirtió en uno de sus éxitos más duraderos. En el vídeo aparecen imágenes de una reunión familiar en Philly y muestra como dan un paseo en coche por los alrededores al dúo mientras ellos aparecen sentados. Summertime hizo ganar al dúo su segundo Grammy. Los siguientes singles fueron "Ring My Bell" y "Things That U Do". En ambos aparece el típico sonido de principios de los noventa. Los dos videos de las canciones presentan una versión diferente de la que se encuentra en el LP original.
El último single en salir al mercado fue "You Saw My Blinker", una canción sobre una señora que se estrelló contra el coche nuevo del Príncipe y su enfado por lo que ocurrió después. Esta es la primera (y una de las pocas) canciones en las que Smith insulta, diciendo la palabra "puta" (To the left lane I tried to switch, then, you saw my blinker, bitch) (Intenté cambiar al carril de la izquierda, así que viste mi intermitente, puta). La voz del Príncipe es un poco más grave que de costumbre, lo que hace que parezca nervioso, como en "Then She Bit Me" del álbum And in This Corner... Esta canción llegó al número 20 de los sencillos del Billboard Hot 100 y al 22 del Hot R&B/Hip Hop.

### Code Redy la separación no oficial (1993-1994)
Code Red, su último LP de estudio como dúo, salió en 1993, alcanzando ventas de oro. Este LP presentó, admitido por ellos mismos, un sonido más duro que el de sus demás canciones, con Jazzy Jeff diciendo "Queríamos tomar una nueva dirección. No es que nos concentrasemos en ser más duros, simplemente era diferente" [9], con más muestras de jazz y soul que en versiones anteriores. El single "Boom! Shake the Room" alcanzó el número 1 en el Reino Unido y Australia, e incluyó un sonido más duro que cualquiera de sus otras canciones. Otros singles fueron "I'm Looking For the One (To Be With Me)", que es similar a "Summertime", y "I Wanna Rock", que mostraba más habilidades de Jazzy Jeff como DJ.
Poco después, Smith comenzó a actuar a tiempo completo. Desempeñó su primer papel en Six Degrees of Separation de 1993. En 1996, Independence Day le consolidó como una marca importante y dejó la comedia Fresh Prince ese mismo año. Extrañamente, él y Townes fueron demandados por Jive, que alegó que el dúo aún tenía un contrato para sacar más álbumes. En una entrevista, Smith declaró que durante el rodaje de Men in Black llevó a Jive el single "Men in Black" y se lo rechazaron porque decían que no podía convertirse en un éxito. A raíz del éxito de la película y de la banda sonora, el dúo convino la demanda fuera de los tribunales. Por lo tanto, su recopilatorio de grandes éxitos incluye dos cortes de la banda sonora de M.I.B.
Desde entonces, Smith ha publicado tres CD en solitario con la compañía Columbia/Sony. Después de que Columbia lo dejara escapar, presentó un CD en 2005 con Interscope. Townes lanzó dos álbumes con la famosa compañía UK DJ BBE. También se ha convertido en un productor de R&B de renombre, supervisando estrenos de Jill Scott, Rhymefest y muchos otros.

## Discografía
Artículo principal: Discografía de Will Smith

### Álbumes
| Información del álbum |
| --- |
| Rock the House - Lanzamiento: 17 de abril de 1987 - Posición en listas: #83 US, #24 Top R&B/Hip Hop - Certificación: Oro - Sencillos: "Girls Ain't Nothing but Trouble", "Magnificent Jazzy Jeff", "A Touch of Jazz"                  |
| He's the DJ, I'm the Rapper - Lanzamiento: 29 de marzo de 1988 - Posición en listas: #4 US, #5 Top R&B/Hip-Hop - Certificación: Platino (x3) - Sencillos: "Parents Just Don't Understand", "Brand New Funk", "Nightmare on My Street" |
| And in This Corner… - Lanzamiento: 17 de octubre de 1989 - Posición en listas: #39 US, #19 Top R&B/Hip-Hop - Certificación: Oro - Sencillos: "I Think I Can Beat Mike Tyson", "Jazzy's Groove"                                        |
| Homebase - Lanzamiento: 23 de julio de 1991 - Posición en listas: #12 US, #5 Top R&B/Hip-Hop - Certificación: Platino - Sencillos: "Summertime", "Ring My Bell", "The Things That U Do", "You Saw My Blinker"                         |
| Code Red - Lanzamiento: 13 de octubre de 1993 - Posición en listas: #64 US, #39 Top R&B/Hip-Hop - Certificación: Oro - Sencillos: "Boom! Shake the Room", I'm Looking for the One", "I Wanna Rock"                                    |
| Greatest Hits (1998) #144 U.S. - Before The Willennium (1999) - Platinum & Gold Collection (2003) - The Very Best of DJ Jazzy Jeff & The Fresh Prince (2006)                                                                          |

### Sencillos
De Rock the House
- "Girls Ain't Nothing but Trouble" #57 US, #21 UK
- "The Magnificent Jazzy Jeff" #93 UK
- "A Touch of Jazz" #79 UK

De He's the DJ, I'm the Rapper
- "Brand New Funk"
- "Nightmare on My Street" #15 US
- "Parents Just Don't Understand" #12 US, #87 UK, #49 AUS

De And in This Corner…
- "I Think I Can Beat Mike Tyson" #58 US, #94 UK, #53 AUS
- "Jazzy's Groove"

De Homebase
- "Summertime" #4 US, #8 UK, #52 AUS
- "Ring My Bell" #20 US, #53 UK, #58 AUS
- "The Things That U Do"
- "You Saw My Blinker"

De Code Red
- "Boom! Shake the Room" #13 US, #1 UK, #1 AUS
- "I'm Looking for the One (To Be with Me)" #93 US, #24 UK, #48 AUS
- "I Wanna Rock"

De Willennium
- "So Fresh" (performed as DJ Jazzy Jeff & The Fresh Prince) (feat. Biz Markie, & Slick Rick)
- "Pump Me Up" (performed as DJ Jazzy Jeff & The Fresh Prince)

Otros sencillos no lanzados en álbumes
- "The Fresh Prince of Bel-Air" #3 Netherlands
- "Lovely Daze" #37 UK
- "Summertime '98" (SoulPower Remix)"